# Lista över kvasipartiklar
Detta är en lista över kvasipartiklar.
| Kvasipartikel         | Innebörd |
| --------------------- | --- |
| Bipolaron             | Ett bundet par två polaroner.                                                                                 |
| Chargon               | En kvasipartikel producerad som ett resultat av elektronspinnladdningsseparation.                             |
| Dropleton             | Den första kända kvasipartikeln som beter sig som en vätska.                                                  |
| Elektronkvasipartikel | En elektron som påverkas av andra krafter och interaktioner i fast form.                                      |
| Elektronhål           | En brist av en elektron i ett valensband.                                                                     |
| Exciton               | Ett bundet tillstånd av en elektron och ett hål.                                                              |
| Fason                 | Vibrationslägen i en kvasikristall associerad med atomära omlagringar.                                        |
| Foniton               | En hybridisering av en lokaliserad, långlivad fonon och en materiaexcitation.                                 |
| Fonon                 | Vibrationslägen i ett kristallgitter i samband med atomskiften.                                               |
| Frakton               | En kollektiv kvantiserad vibration på ett substrat med en fraktalstruktur.                                    |
| Hål                   | En kvasipartikel som ett resultat av elektronspinnladdningsseparation.                                        |
| Konfiguron            | En elementär konfigurationell excitation i ett amorft material som involverar brytning av en kemisk bindning. |
| Leviton               | En kollektiv excitation av en singulär elektron i en metall.                                                  |
| Magnon                | En koherent excitation av elektronspinn i ett material.                                                       |
| Majoranafermion       | En kvasipartikel lika med sin egen antipartikel; framstår som ett midgap-tillstånd i vissa supraledare.       |
| Orbiton               | En kvasipartikel som ett resultat av elektronspinnladdningsseparation.                                        |
| Plasmaron             | En kvasipartikel växande från kopplingen mellan en plasmon och ett hål.                                       |
| Plasmon               | En koherent excitation av en plasma.                                                                          |
| Polaron               | En rörlig laddad kvasipartikel som omges av joner i ett material.                                             |
| Polariton             | En blandning av foton med andra kvasipartiklar.                                                               |
| Roton                 | Elementär excitation i supra helium-4.                                                                        |
| Soliton               | En självförstärkande solitär excitationsvåg.                                                                  |
| Spinon                | En kvasipartikel som ett resultat av elektronspinnladdningsseparation.                                        |
| Trion                 | En koherent excitation av tre kvasipartiklar (två hål och en elektron eller två elektroner och ett hål).      |
| Wrinklon              | En lokal excitation motsvarande veck i ett begränsat tvådimensionellt system.                                 |